# Neil Young Journeys
Neil Young Journeys je americký dokumentární film. Jeho režisérem a producentem byl Jonathan Demme a snímek měl premiéru dne 12. září 2011 na Torontském mezinárodním filmovém festivalu. Snímek sleduje hudebníka Neila Younga při návštěvě domu, v němž v dětství žil, a zároveň představuje záznam z jeho koncertu v torontském divadle Massey Hall, kde zahrál jak staré, tak i nové písně. Po filmech Neil Young: Heart of Gold (2006) a Neil Young Trunk Show (2009) jde o třetí a závěrečnou část trilogie Youngových koncertů a dokumentů režírovaných Demmem.